# دهستان قلعه‌جوق
قلعه جوق، دهستانی است از توابع بخش انگوران شهرستان ماهنشان در استان زنجان ایران.

## جمعیت
براساس سرشماری سال ۱۳۸۵ جمعیت آن ۵٬۷۹۵ نفر (۱٬۲۸۸ خانوار) بوده‌است.